# Don't Talk About Me
Don’t Talk About Me è un singolo della cantante cileno-statunitense Paloma Mami, pubblicato il 31 maggio 2019 su etichetta discografica Sony Music Latin.